# Ashley Cusato
Ashley Love Cusato (New York, 5 juli 1974) is een Amerikaans actrice, filmproducente en stuntvrouw.

## Biografie
Cusato is opgegroeid in een gezin samen met een broer, Love is de geboortenaam van haar moeder. Cusato heeft gestudeerd aan de Universiteit van Californië in Santa Barbara en slaagde Cum laude in bedrijfseconomie en boekhouding. Cusato is haar hele leven al zeer sportief ingesteld, zo is zij nummer één geweest van haar zwemteam op de universiteit en is ook strandwacht geweest in Malibu en Santa Barabra. Zij is ook bezig om haar zwarte band te halen in karate.

## Carrière

### Stuntvrouw
Cusato begon in 1989 haar televisiecarrière als stuntvrouw met de televisieserie Baywatch, zij leerde het stuntwerk op de stuntschool The Rick Seaman Stunt Driving School  en leerde stockcar rijden op de Performance Race Training Center in Irwindale.
Tijdens het acteren doet zij het liefst haar eigen stuntwerk in films, televisieseries en tv-commercials. Zij is stuntdubbelganger geweest voor onder andere Jennifer Aniston, Penélope Cruz, Denise Richards, Anne Hathaway, Lori Loughlin, Faith Ford, Drew Barrymore, Yasmine Bleeth en anderen. In 2005 was zij de stuntdubbelganger van Jennifer Aniston in de film Rumor Has It maar deze scènes zijn er later uitgehaald omdat de filmregisseur ontslagen werd en de script herschreven werd.

### Acteren
Cusato begon in 1997 met acteren in de televisieserie Cybill. Hierna heeft zij nog meerdere rollen gespeeld in televisieseries en films zoals Baywatch (1997-1998), Beverly Hills, 90210 (2000), Las Vegas (2006), CSI: NY (2009) en CSI: Crime Scene Investigation (2009). Tevens heeft zij in meer dan vijftig tv-commercials gespeeld.

### Privé
Cusato heeft heer eigen bedrijf opgericht genaamd eDamon Entertainment, LLC dat is gespecialiseerd in productiewerk voor televisie.

## Filmografie[4]

### Films
Uitgezonderd korte films.
- 2018 Escape Plan 2: Hades - als Mary
- 2018 Gotti - als verpleegster Snow
- 2014 The Other Woman - als mooi meisje
- 2012 Hijacked – als Liesel
- 2011 Fencewalker – als ??
- 2011 Taste of Romance – als Jane
- 2007 Plot 7 – als Angela
- 2006 The Big Announcement – als Laura
- 2005 One More Around – als Sonny
- 2002 Bulldog – als Lois

### Televisieseries
Uitgezonderd eenmalige gastrollen.
- 1997 – 1998 Baywatch – als zwemster / Ali – 4 afl.

### Filmproducente
- 2019 Major Capers: The Legend of Team Broadminded - documentaire
- 2012 Who Let the Dogs Out - televisieserie - 2 afl.
- 2005 One More Round - film

### Stuntvrouw
- 2018 Forever - televisieserie - 7 afl.
- 2015 Castle - televisieserie - 1 afl.
- 2010 Piranha 3-D - film
- 2010 Bones – televisieserie – 1 afl. (stuntdubbelganger voor Emily Deschanel)
- 2009 Halloween II – film
- 2007 Halloween – film
- 2005 Sex, Love & Secrets – film (stuntdubbelganger voor Denise Richards)
- 2004 Summerland – televisieserie – 1 afl.
- 2002 Monk – televisieserie - ? afl.
- 2001 The Princess Diaries – film
- 2000 Woman on Top – film
- 1999 The Norm Show – televisieserie - ? afl. (stuntdubbelganger voor Faith Ford)
- 1997 Cop Land – film
- 1989 Baywatch – televisieserie - ? afl.